# Lilltjärnen (Stuguns socken, Jämtland, 701799-147803)
Lilltjärnen är en sjö i Ragunda kommun i Jämtland och ingår i Indalsälvens huvudavrinningsområde.